# Лукьянцевский сельский совет (Харьковская область)
Лукьянцевский сельский совет — административно-территориальная единица и орган местного самоуправления входит в состав Харьковского района Харьковской области Украины.
Административный центр сельского совета находится в селе Лукьянцы.

## История
- 1987 — дата образования. Территория совета: 57,05 км²  Населения совета: 2003 лица (по состоянию на 2001 год).

По территории совета протекает река Липец (Липчик).

## Состав совета
Совет состоит из 16 депутатов и головы.
Председатель совета: Вендин Валерий Васильевич.
Секретарь совета: Белявская Елена Ивановна.

## Населённые пункты совета
- село Лукьянцы
- село Борисовка
- село Олейниково
- село Пыльная